# Dimitri Armand
 (novembre 2018).
Dimitri Armand est un dessinateur de bande dessinée français né à Orléans le 24 novembre 1982.

## Biographie
Dimitri Armand, né à Orléans, effectue ses études à l'École supérieure des beaux-arts de Nantes. Alors que la fin de sa formation approche, les éditions du Lombard lui proposent de collaborer avec Thomas Chailan sur Salamandre ; la série devait comporter trois tomes mais elle a été abandonnée après le second. Entre 2008 et 2013, Armand dessine la série de fantasy Angor sur un scénario de Jean-Charles Gaudin. Sur Actua BD, le volume 1 (2008) n'a pas convaincu. En revanche, le volume 2 (2009) attire des commentaires positifs. À la publication du tome 5 (2013), la rédaction conclut que « si certaines planches sont encore perfectibles, on profite d’un excellent niveau de dessin ». À partir de 2015, l'illustrateur travaille sur Sykes de Pierre Dubois ainsi qu'à Bob Morane-Renaissance, écrite par Luc Brunschwig et Aurélien Ducoudray. Néanmoins, cette reprise se conclut par un échec car le créateur initial de la série, Henri Vernes, trouve le résultat « médiocre » et critique la nouvelle version,.

## Œuvres

### Bandes dessinées (albums)
- Angor, scénario de Jean-Charles Gaudin, Soleil Productions

1. Fugue, 2008
2. Mansïouran, 2009
3. L'île du sanctuaire, 2011
4. Vilyana, 2012
5. Lekerson, 2013

Intégrale, Les Sculpteurs de Bulle, 2014
- Salamandre, scénario de Thomas Cheilan, Le Lombard

1. Hiroshima, 2008
2. Vortex lumière, 2010

- Sykes, scénario de Pierre Dubois, Le Lombard, 2015

- Texas Jack, scénario de Pierre Dubois, Le Lombard, 2018

- Bob Morane Renaissance, scénario de Luc Brunschwig et Aurélien Ducoudray, dessin de Dimitri Armand, couleurs de Hugo Facio, Le Lombard

1. Les Terres Rares, octobre 2015,  (ISBN 9782803633760)
2. Le village qui n'existait pas, octobre 2016

### Affiches
- Festival crayonnantes 2014[7]